# Khajuri, Aland
Khajuri là một làng thuộc tehsil Aland, huyện Gulbarga, bang Karnataka, Ấn Độ.